# 愛爾蘭郵政
愛爾蘭郵政是愛爾蘭共和國的國有郵政服務企業，其歷史課追溯至1638年。愛爾蘭郵政也是愛爾蘭最大的雇主之一，並且也銷售愛爾蘭的國家彩券。愛爾蘭廣播電視的收視費徵收業務也是由愛爾蘭郵政擔當。

## 外部連結
- 维基共享资源上的相關多媒體資源：愛爾蘭郵政
- 官方网站